# Юзеф Авін

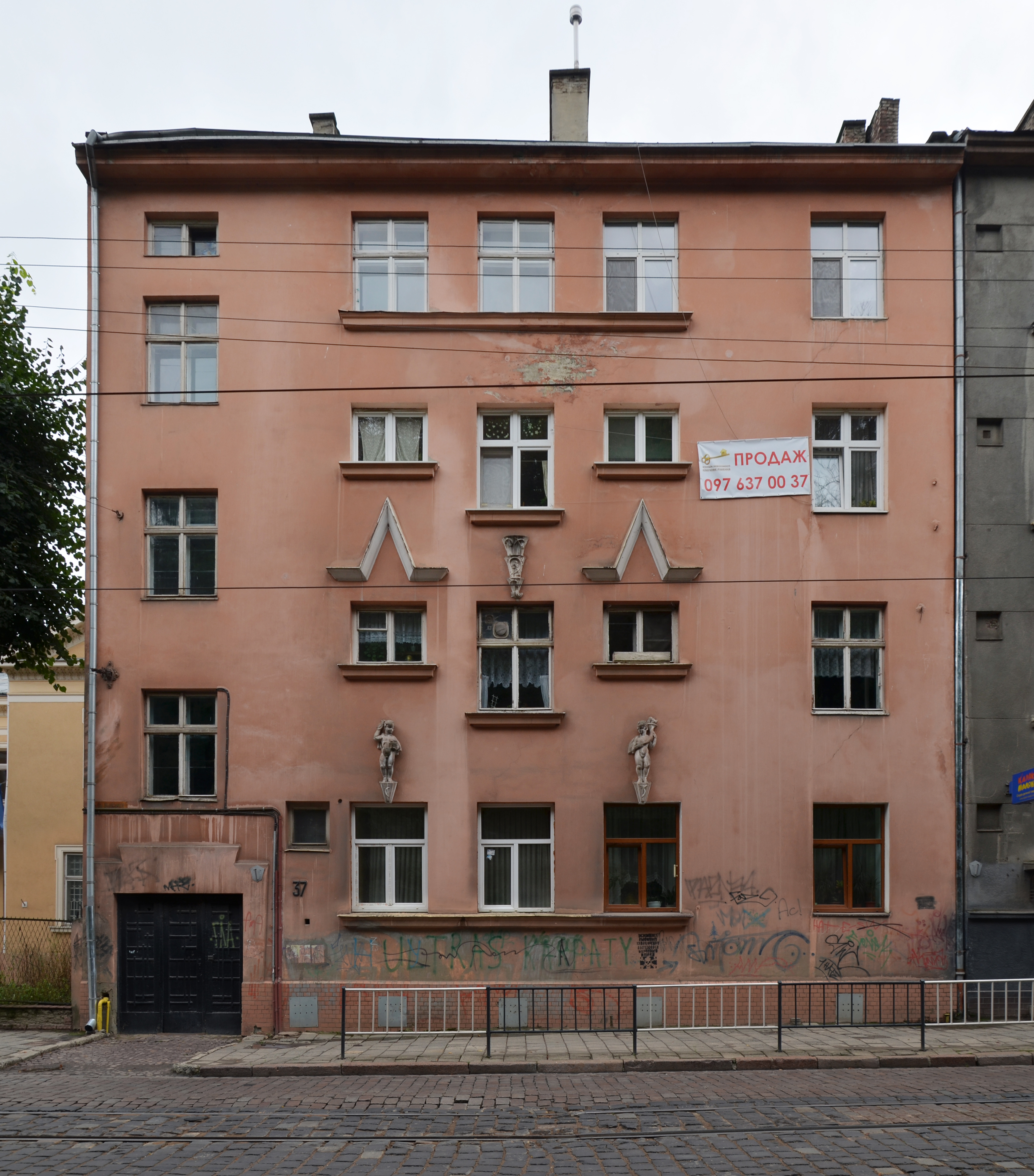
Вітовського, 37

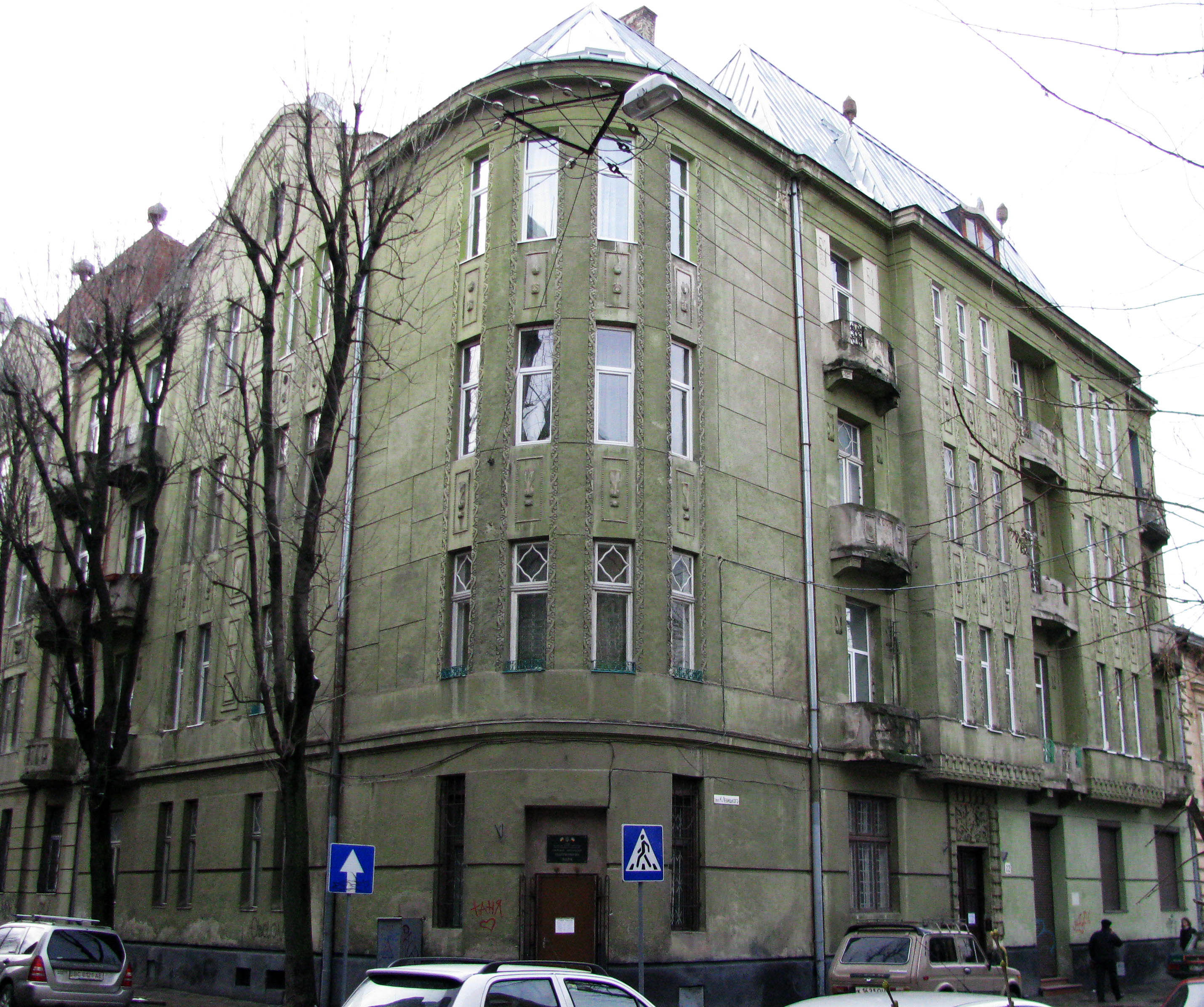
Конопницької, 2

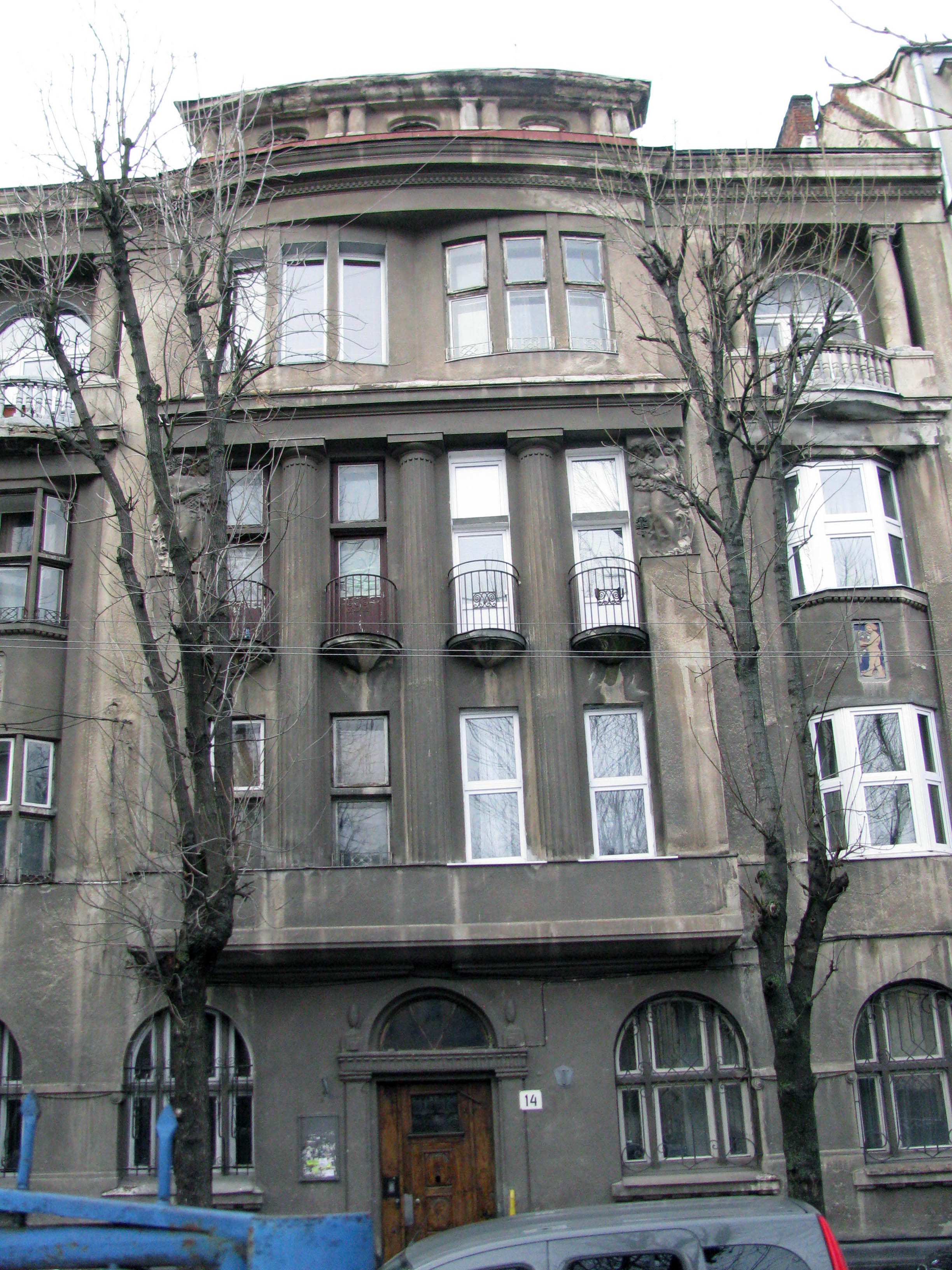
Конопницької, 14

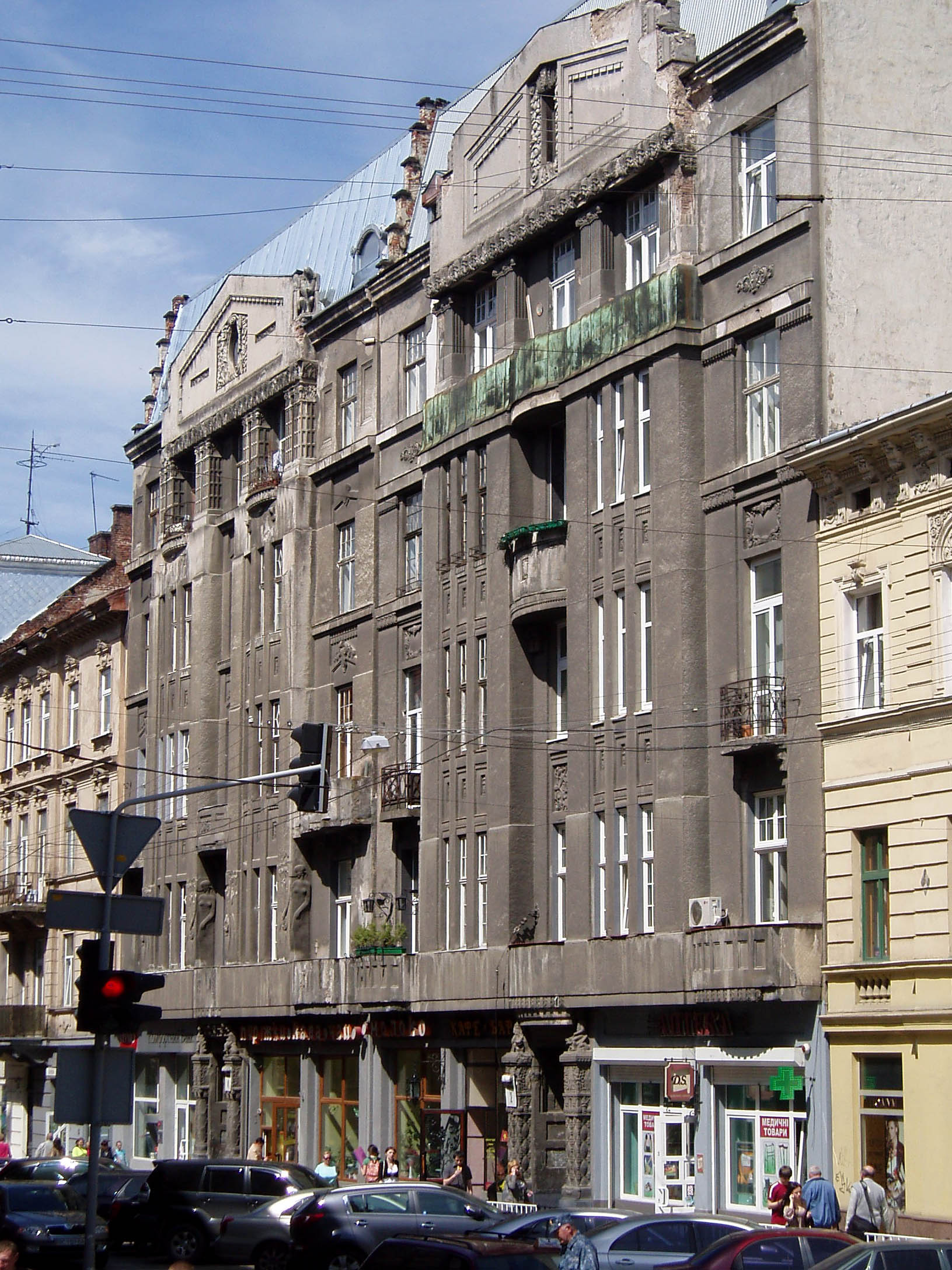
вул. Словацького 2-4

Юзеф Авін (пол. Józef Awin; 17 червня 1883, Львів — 1942 або 1943, Львів) — польський архітектор, графік, теоретик мистецтва, колекціонер єврейського походження.

## Біографія
Народився 17 червня 1883 у Львові в родині єврейського купця Арона Авіна. Освіту здобув спочатку у Львівській Політехніці (1902—1906), а у 1906 році був зарахований до політехнічної школи Мюнхена де отримав диплом 7 серпня 1907 року.
У 1899—1908 роках в основному виконував графічні роботи. Співпрацював як ілюстратор з часописом «Faun». Починаючи з 1908 року проєктує ряд архітектурних об'єктів у Львові. 1910 року взяв участь в архітектурній виставці у Львові, де експонував проєкт єврейського надгробка. 1920 року на виставці єврейських художників у будинку кагалу експонував власні проєкти будинків і гробівців, а також рисунки надгробків.
У 1911 році відкриває архітектурне бюро за адресою Дорошенка, 16, а у 1919 році відкриває новий офіс по вулиці Кониського, 6. У 1928 році бюро перенесли на вулицю Вітовського, 37. 
Теретик єврейського мистецтва, публікував статті на цю тематику у львівській пресі. Від 15 лютого 1926 року член Політехнічного товариства у Львові.

Під час німецької окупації потрапив у гетто. Восени 1942 року, під час акції по «зменьшенню» гетто потрапив до Янівського концтабору, де і помер.

## Роботи
- Академічний дім по вулиці Ангеловича, 28 (1909) виконаний у співавторстві з Альфредом Захаревичем (нині тут діє Львівський професійний ліцей залізничного транспорту). Фасад вирішено у стилі геометричного модерну, декорований фризом зі «зірок Давида».[6]

- Інтер'єр Єврейського академічного дому (1909), зараз не існує.[7]

- Чиншова кам'яниця на Дорошенка, 14 (1911) для Адольфа Кассерна виконана у співавторстві з Генриком Сальвером. Скульптурний декор авторства Зигмунта Курчинського. Споруда виконана у стилі геометричного модерну.[8][2]

- Чиншові кам'яниці по вулиці Конопницької, 2, 4, 6 (1911—1912) виконані у стилі пізнього (геометричного) модерну у співавторстві з Фердинандом Касслером та Станіславом Ольшевським.[9][2]

- Будинок по вулиці Конопницької, 14 (1913) виконаний у стилі геометричного модерну.[8]

- Прибуткові кам'яниці по вулиці Словацького, 2-4 (1912) для Германа Барда. Будівля виконана у стилі геометричного модерну, барельєфи на фасаді роботи Зигмунта Курчинського.[8]

- Готель «Splendid» на вулиці Наливайка, 6 (1912). Будинок виконано у стилі геометричного модерну. Рельєфи на балконних балюстрадах виконав Зигмунт Курчинський.[10]

- Житловий будинок на вулиці Київській, 10 (1926). Рельєфи на фасаді будинку підкреслюють членування на рівні другого та третього поверхів. Це круглі та овальні медальйони із зображенням квітів, листя та птахів виконані у стилістиці Ар Деко.[11] На кожному з 4-х поверхів (окрім першого) розташовувались по одній 3-кімнатній та 4-кімнатній квартирі, що були оснащені санвузлами.

- Власний будинок, в якому розташовувалося архітектурне бюро по вулиці Вітовського, 37 (1928).[12] Фасад декоровано трикутними сандриками над вікнами другого поверху. Над вікнами першого поверху знаходяться дві скульптури Зигмунта Курчинського — узагальнені фігурки хлопчик- та дівчинка-путті. Хлопчик у руках тримає макет будинку.[13]

- Вітовського, 39 вирішений у стилі артдеко з застосуванням елементів кубізму.[14]

- Житловий будинок по вулиці Гнатюка, 4.[15]

- Будинок по вулиці Японській, 5.[14]

- Будинок друкарні, Японська, 7. На фасаді розміщуються алегоричні фігури «Торгівлі» і «Промисловості» ймовірно виконані за проєктом Зигмунта Курчинського у 1926—1928 роках. «Торгівлю» традиційно зображує Меркурій на фоні якоря та дельфіна. «Промисловість» — юна дівчина з зачіскою та одязі тогочасної моди з шестернею біля ніг. Рельєф із зображенням хлопчика-путті, що обертає важіль типографського преса вказує на призначення будинку для друкарні. У цьому будинку міститься друкарня «Бібліос».[13]

- Проєкт реконструкції синагоги в Язлівці. Датується 1929 роком. Передбачалася докорінна перебудова із застосуванням сучасних матеріалів (сталі, залізобетону) та з наданням споруді рис функціоналізму. Синагога не збереглася, через що складно з'ясувати, чи проєкт реалізовано.[16]
- Вілла в стилі Ар Деко (1930-ті) по вул. Героїв УПА 72.[17]

- Медичний навчальний заклад Collegium Pharmaceuticum (1931—1932) на вулиці Пекарській, 52, у стилі функціоналізму[18] (тепер — кафедра фармацевтичної, органічної і біоорганічної хімії Львівського національного університету імені Данила Галицького). В цьому приміщенні також діє музей хвороб людини.[19]

- Надгробки на Новому єврейському цвинтарі: М. Фростига (1928), Г. Цеппера (1929), Л. Райха (1930) не збереглись.[9]

- Художнє вирішення будинку Єврейської общини у Дрогобичі (1908—1914).[20]

- «Єврейська гімназія» на вулиці Гоголя, 17 у Львові (1934).[20]

- Оформлення приватної оселі для Леона Райха (1879—1929).[20]

Проєкти:

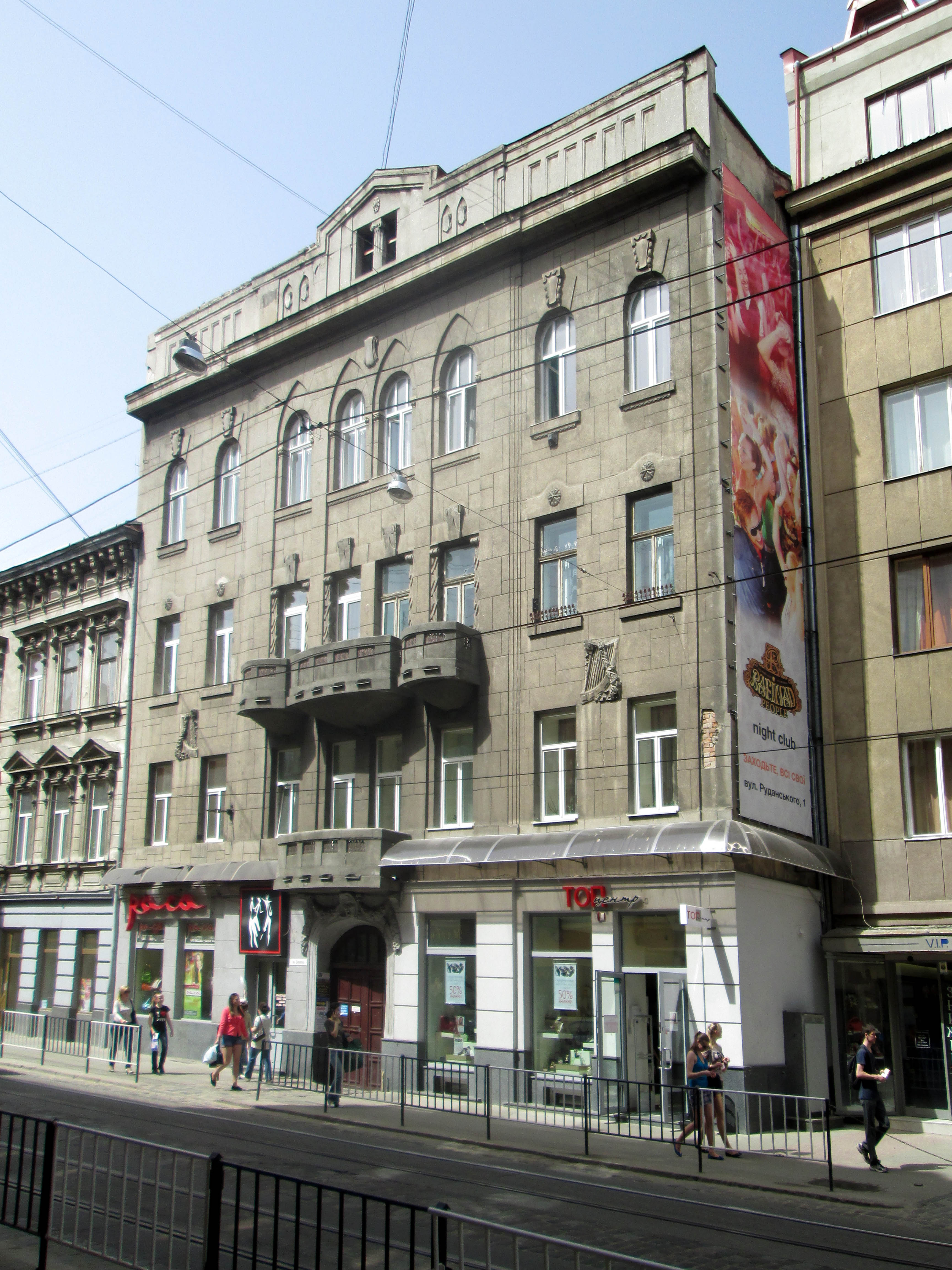
вул. Дорошенка, 14

- Проєкт оформлення санаторію для Єврейських студентів у Ворохті (1923)[20][21].
- Проєкт дизайну Єврейської гімназії у місті Яффа (1909)[20].
- Проєкт Єврейської Гімназії у Єрусалимі (до 1927 року)[20].
- Проєкт сільськогосподарської школи для міста Нахалал в Палестині (1923)[20].
- Конкурсний проєкт нового єврейського кладовища у Кракові (1920)[20].
- Проєкт Великої сефардської синагоги у Сараєво (до 1926 року)[20].